# 네오스 (항공사)
네오스(영어: Neos)는 이탈리아의 항공사다. 본사는 이탈리아 갈리라테 위치해 있으며 2001년에 TUI 그룹과 알피 그룹(영어: Alpitour)과 합작으로 설립했다. 2004년에 웰컴 트래블(영어: Welcome Travel)에 지분 매각과 동시에 TUI 그룹에서 분리가 되었다. 또한 사용하고 있는 허브 공항으로 밀라노 말펜사 공항이 있다.

## 운항 노선
- 2021년 10월 기준으로 네오스 항공은 다음과 같은 노선을 운항하고 있다.

## 보유 기종
- 2021년 10월 기준으로 네오스 항공은 다음과 같은 기종을 보유하고 있으며 평균 기령은 15.7년이다.[3]